# Emanuel Moravec
Emanuel Moravec (Praga, 17 de abril de 1893 - ibídem, 5 de mayo de 1945) fue un oficial del ejército checo y escritor que se desempeñó como Ministro colaboracionista de Educación del Protectorado de Bohemia y Moravia entre 1942 y 1945. También fue presidente de la Junta de Síndicos para la Educación de la Juventud, una organización juvenil fascista en el protectorado.
En la Primera Guerra Mundial, Moravec sirvió en el ejército austrohúngaro, pero después de la captura por los rusos cambió de bando para unirse a las fuerzas serbias respaldadas por Rusia y luego a la Legión Checoslovaca, que pasó a luchar del lado del Ejército Blanco en la Guerra Civil Rusa. Durante el período de entreguerras comandó un batallón de infantería en el ejército checoslovaco. Como defensor de la democracia durante la década de 1930, Moravec fue franco en sus advertencias sobre los planes expansionistas de Alemania bajo Adolf Hitler y apeló a la acción armada en lugar de la capitulación a las demandas alemanas para el Sudetenland. A raíz de la ocupación alemana de Checoslovaquia, se convirtió en un colaborador entusiasta, realineando su visión política del mundo hacia el fascismo. Se suicidó en los últimos días de la Segunda Guerra Mundial.
A diferencia de algunos funcionarios del efímero gobierno del protectorado, cuyas reputaciones fueron rehabilitadas en su totalidad o en parte después de la guerra, la buena reputación de Moravec no sobrevivió a su mandato y ha sido ampliamente ridiculizado como un "Quisling checo".